# 룬룬 (대왕판다)

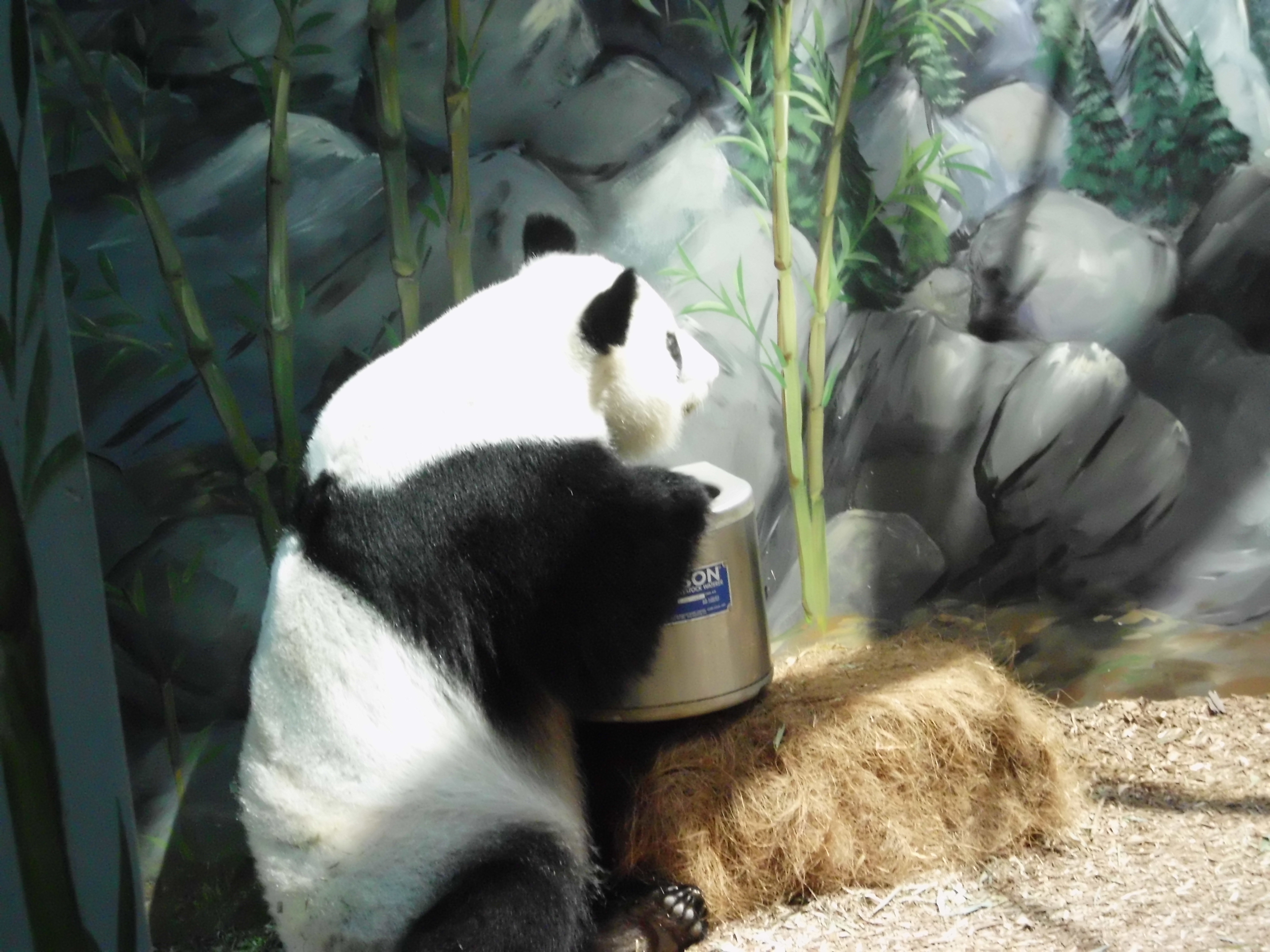
2011년 모습

룬룬(중국어: 伦伦)은 조지아주 애틀랜타 동물원의 암컷 대왕판다이다. 현재 110kg의 팬더는 1997년 8월 25일 중국 청두 자이언트 판다 번식 연구 기지에서 태어났다. 원래 이름인 화화는 그녀의 후원자인 대만 록스타 쑤후이룬에 의해 룬룬으로 변경되었다.
2023년 여름 기준 룬룬은 메이란(수컷 2006), 시란(수컷 2008), 포(암컷 2010), 쌍둥이 메이룬과 메이환(암컷 2013), 쌍둥이 야룬과 시룬(암컷 2016)을 낳았다.